# Beladice
Beladice (deutsch Kleinbeladitz, ungarisch Bélád) ist eine Gemeinde im Westen der Slowakei, mit 1768 Einwohnern (Stand 31. Dezember 2024) und gehört zum Okres Zlaté Moravce.

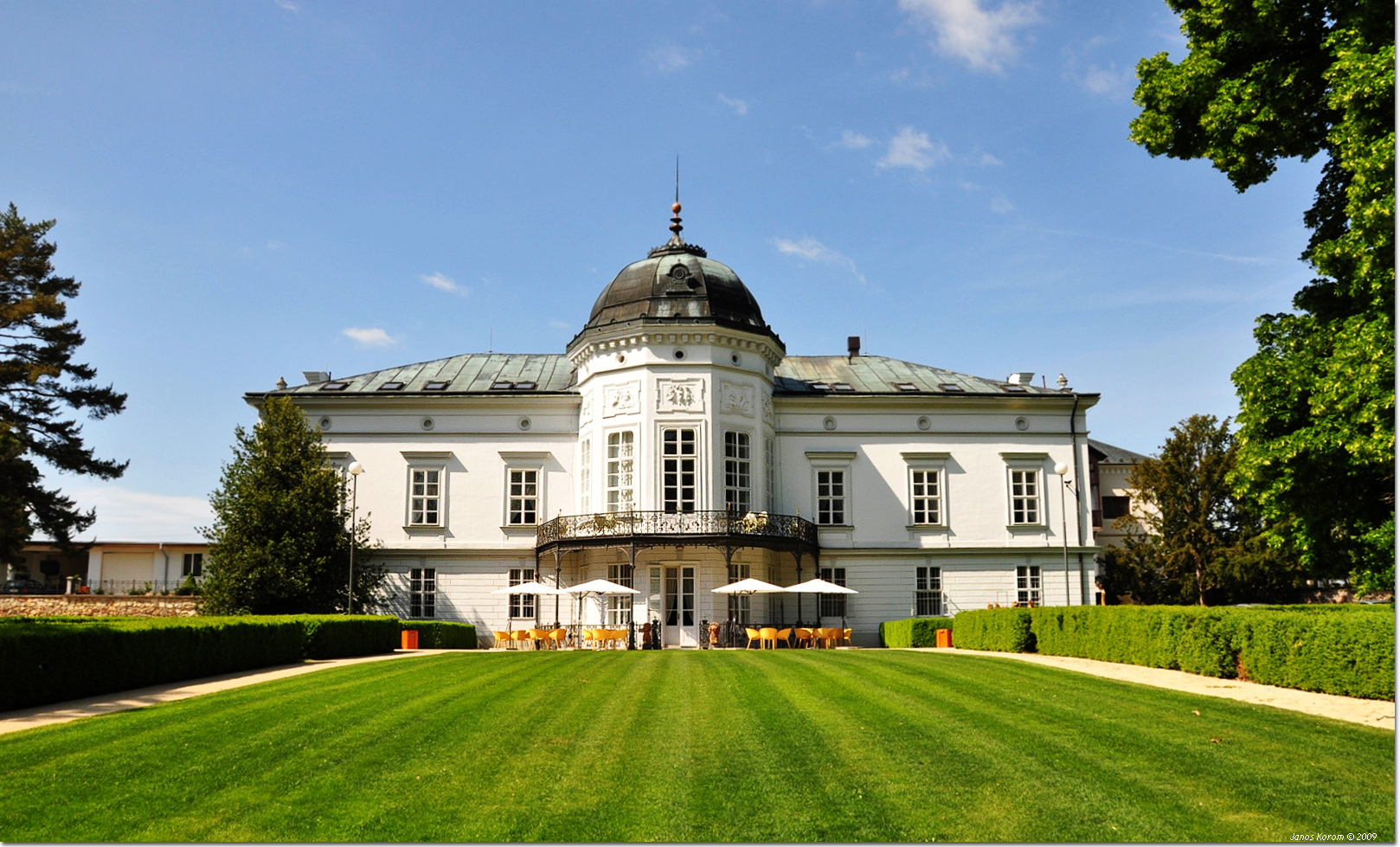

Der Ort liegt im Donauhügelland am Bach Drevenica und ist zehn Kilometer von Zlaté Moravce entfernt.
Er wurde 1156 zum ersten Mal schriftlich als Belad erwähnt. Zu ihr gehören die 1976 eingemeindeten Orte Malé Chrašťany (deutsch Kleinchrastan) und Veľké Chrašťany (deutsch Großchrastan).

## Bevölkerung
| Jahr                | 1994 | 2004    | 2014    | 2024     |
| ------------------- | ---- | ------- | ------- | -------- |
| Anzahl der Personen | 1544 | 1519    | 1603    | 1768     |
| Unterschied         |      | −1,61 % | +5,52 % | +10,29 % |

| Jahr                | 2023 | 2024    |
| ------------------- | ---- | ------- |
| Anzahl der Personen | 1723 | 1768    |
| Unterschied         |      | +2,61 % |

## Sohn des Ortes
- František Tokár (1925–1993), Tischtennisspieler